# Mercedes-Benz W204
De Mercedes-Benz W204 is de fabrieksbenaming voor de Mercedes C-Klasse die van 2007 tot 2015 is geproduceerd.

## Design
De W204 C-klasse is niet heel drastisch veranderd ten opzichte van zijn voorganger. Toch is het een heel eigen auto om te zien, met een wat hoekig, maar krachtig voorkomen. Hij werd aan alle kanten groter, maar nauwelijks zwaarder. In het interieur veranderde ook het nodige. Het dashboard is vrij vierkant en rechtopstaand, met onderaan climate control-bediening en bovenaan een scherm dat inklapbaar is. De W204 kwam als Standaard, chique Elegance of sportieve Avantgarde. Ook was er een AMG-pakket voor het exterieur. De station-variant van de C-klasse ging voortaan Estate heten en zag er een stuk anders uit dan zijn 'Kombi'-voorgangers. Geen grote D-stijlen met ronding, maar een meer stijl aflopende achterkant.

## Techniek
Mercedes-Benz zegt bij deze C-klasse de nadruk op comfort, wegligging en veiligheid te hebben gelegd. Nieuwe technieken voor de C-klasse zijn onder andere Agility Control, dat automatisch de dempers aan het wegdek aanpast, en PreSafe, dat alle veiligheidssystemen op scherp zet als een ongeluk dreigt. Op motorengebied kwamen in eerste instantie de C180 Kompressor, C200 Kompressor, C230, C280 en C350. De eerste twee hebben een 1,8 liter viercilinder met supercharger met respectievelijk 156 of 185 pk. De 230 heeft een 2,5 liter V6 met 204 pk, de 280 een 3,0 liter met 231 pk. Topmodel C350 had een 3,5 liter V6 met 272 pk. Er waren handgeschakelde 6-bakken voor alle uitvoeringen behalve de 350 en automaten. In de viercilinders met 5 verzetten, in de zescilinder met 7 verzetten. De C280 en C350 waren optioneel ook met vierwielaandrijving te krijgen. Op dieselgebied waren er de 200 CDI en 220 CDI met 2,1 liter met respectievelijk 136 en 170 pk. Topmodel was de 320 CDI met 224 pk.
Na één jaar kwam ook de 180 BlueEFFICIENCY, die een jaar later 180 Kompressor BlueEFFICIENCY ging heten. Het blok is even krachtig als de normale 180 maar een stuk zuiniger. De CO2 uitstoot ligt bij deze uitvoering zo'n 20 gram/km lager. In 2010 werd echter zowel deze als de normale 180 vervangen door de C180 CGI BlueEFFICIENCY. Deze deed het voortaan met turbolader in plaats van mechanische compressor. Ook de 200 en 230 (die tegelijk 250 ging heten) ruilden de supercharger voor turbo om. Het vermogen bleef gelijk, maar het koppel ging iets omhoog. De 350 kreeg voortaan ook diezelfde naam mee, maar bleef atmosferisch en ging naar 292 pk. Ook heette de 280 voortaan 300.
Ook de diesels werden vervangen door zuinigere BlueEFFICIENCY motoren, die een iets afwijkende cilinderinhoud hebben (5 cc verschil). Ook kwamen er twee nieuwe vermogensuitvoeringen van de viercilinder; De 180 met 120 pk en de 250 met 204 pk. De 320 heette voortaan 350.

### Gegevens
Benzine
| Type                            | Motor     | Motor     | Motor   | Vermogen | Koppel | Jaartal     |
| Type                            | Inhoud    | Cilinders | Kleppen | Vermogen | Koppel | Jaartal     |
| ------------------------------- | --------- | --------- | ------- | -------- | ------ | ----------- |
| C 180 Kompressor                | 1.796 cm³ | 4-in-lijn | 16V     | 156 pk   | 230 Nm | 2007 - 2009 |
| C 180 BlueEFFICIENCY            | 1.796 cm³ | 4-in-lijn | 16V     | 156 pk   | 230 Nm | 2008 - 2009 |
| C 180 Kompressor BlueEFFICIENCY | 1.796 cm³ | 4-in-lijn | 16V     | 156 pk   | 230 Nm | 2009 - 2010 |
| C 180 CGI BlueEFFICIENCY        | 1.796 cm³ | 4-in-lijn | 16V     | 156 pk   | 250 Nm | 2010 - 2011 |
| C 180 BlueEFFICIENCY            | 1.796 cm³ | 4-in-lijn | 16V     | 156 pk   | 250 Nm | 2011 - 2012 |
| C 180 cgi                       | 1.595 cm³ | 4-in-lijn | 16V     | 156 pk   | 250 Nm | 2011 - 2015 |
| C 200 Kompressor                | 1.796 cm³ | 4-in-lijn | 16V     | 184 pk   | 250 Nm | 2007 - 2010 |
| C 200 CGI BlueEFFICIENCY        | 1.796 cm³ | 4-in-lijn | 16V     | 184 pk   | 270 Nm | 2010 - 2011 |
| C 200                           | 1.796 cm³ | 4-in-lijn | 16V     | 184 pk   | 270 Nm | 2011 - 2015 |
| C 230                           | 2.496 cm³ | V6        | 24V     | 204 pk   | 245 Nm | 2007 - 2009 |
| C 250 CGI BlueEFFICIENCY        | 1.796 cm³ | 4-in-lijn | 16V     | 204 pk   | 310 Nm | 2009 - 2011 |
| C 250                           | 2.496 cm³ | V6        | 24V     | 204 pk   | 245 Nm | 2011 - 2015 |
| C 280                           | 2.996 cm³ | V6        | 24V     | 231 pk   | 300 Nm | 2007 - 2009 |
| C 300                           | 2.996 cm³ | V6        | 24V     | 231 pk   | 300 Nm | 2009 - 2011 |
| C 350                           | 3.498 cm³ | V6        | 24V     | 272 pk   | 350 Nm | 2007 - 2011 |
| C 350 CGI BlueEFFICIENCY        | 3.498 cm³ | V6        | 24V     | 292 pk   | 350 Nm | 2009 - 2011 |
| C 63 AMG                        | 6.208 cm³ | V8        | 32V     | 457 pk   | 600 Nm | 2007 - 2015 |
| C 63 AMG Edition 507            | 6.208 cm³ | V8        | 32V     | 507 pk   | 610 Nm | 2013 - 2014 |

Diesel
| Type                     | Motor     | Motor     | Motor   | Vermogen | Koppel | Jaartal     |
| Type                     | Inhoud    | Cilinders | Kleppen | Vermogen | Koppel | Jaartal     |
| ------------------------ | --------- | --------- | ------- | -------- | ------ | ----------- |
| C 180 CDI BlueEFFICENCY  | 2.143 cm³ | 4-in-lijn | 16V     | 120 pk   | 300 Nm | 2010 - 2011 |
| C 180 CDI                | 2.143 cm³ | 4-in-lijn | 16V     | 120 pk   | 300 Nm | 2011 - 2014 |
| C 200 CDI                | 2.148 cm³ | 4-in-lijn | 16V     | 136 pk   | 270 Nm | 2007 - 2010 |
| C 200 CDI BlueEFFICIENCY | 2.143 cm³ | 4-in-lijn | 16V     | 136 pk   | 360 Nm | 2008 - 2011 |
| C 200 CDI                | 2.143 cm³ | 4-in-lijn | 16V     | 136 pk   | 360 Nm | 2011 - 2014 |
| C 220 CDI                | 2.148 cm³ | 4-in-lijn | 16V     | 170 pk   | 400 Nm | 2007 - 2009 |
| C 220 CDI BlueEFFICIENCY | 2.143 cm³ | 4-in-lijn | 16V     | 170 pk   | 400 Nm | 2009 - 2011 |
| C 220 CDI                | 2.143 cm³ | 4-in-lijn | 16V     | 170 pk   | 400 Nm | 2011 - 2013 |
| C 220 CDI                | 2.143 cm³ | 4-in-lijn | 16V     | 163 pk   | 400 Nm | 2011 - 2015 |
| C 250 CDI BlueEFFICIENCY | 2.143 cm³ | 4-in-lijn | 16V     | 204 pk   | 500 Nm | 2009 - 2011 |
| C 250 CDI                | 2.143 cm³ | 4-in-lijn | 16V     | 204 pk   | 500 Nm | 2011 - 2015 |
| C 300 CDI                | 2.987 cm³ | V6        | 24V     | 231 pk   | 540 Nm | 2011 - 2014 |
| C 320 CDI                | 2.987 cm³ | V6        | 24V     | 224 pk   | 510 Nm | 2007 - 2009 |
| C 350 CDI                | 2.987 cm³ | V6        | 24V     | 224 pk   | 510 Nm | 2009 - 2010 |
| C 350 CDI BlueEFFICIENCY | 2.987 cm³ | V6        | 24V     | 224 pk   | 510 Nm | 2010 - 2011 |
| C 350 CDI                | 2.987 cm³ | V6        | 24V     | 265 pk   | 620 Nm | 2011 - 2014 |

## AMG
AMG kwam al snel met hun W204, de C63 AMG. Deze gebruikt een 6,2 liter V8, die later terug te vinden zou zijn in onder andere de SLS AMG. Het blok is wat minder krachtig gemaakt voor de C-klasse, maar levert nog altijd 457 pk en 600 Nm. Dit zorgt voor een acceleratie van 0–100 km/u in slechts 4,5 seconden. Ook na de facelift bleef dit blok, al kwamen in 2013 zogenaamde Edition 507 uitvoeringen met 507 pk.

## Facelift
In 2011 kreeg de W204 een grote facelift. Om te beginnen kwamen wat uiterlijke wijzigingen, zoals een aangepaste grille, nieuwe koplampen en LED in de voorbumper. De motorkap is voortaan gemaakt van aluminium en de Cw-waarde daalde naar 0,26. Grotere wijzigingen kwamen in het interieur. Er kwam een compleet nieuw dashboard, met nieuwe knoppen en een geïntegreerd scherm. Ook kwam er internet en een nieuw stuur.
Alle motoren kregen voortaan een stop/start-systeem en een vernieuwde 7-traps automaat (optioneel). De motoren kregen weer simpelere namen. De BlueEFFICIENCY motoren bleven, maar heetten voortaan gewoon 180, 200, enzovoorts. Wel steeg de 350 in vermogen, namelijk naar 306 pk. De C300 verdween. Er kwam wel een nieuwe dieselvariant: de 300 CDI. Deze kan gezien worden als de vervanger van de 350 CDI, aangezien er hetzelfde blok wordt gebruikt met iets meer vermogen, 231 pk. De 350 CDI steeg bij de facelift naar liefst 265 pk en 620 Nm.
Toch was de grootste verandering de komst van een nieuwe carrosserievorm: de Coupé. Deze verving de CLK als coupé uitvoering van de C-klasse. Hij kwam met grotendeels dezelfde motoren, al waren er minder diesels te krijgen.